# Три солдата (роман)
«Три солдата» (англ. Three Soldiers) — роман американского писателя и журналиста Джона Дос Пассоса, написанный и опубликованный  в 1921 году. 
Это один из американских военных романов, посвященный Первой мировой войне. «Три солдата» — одно из классических пацифистских литературных произведений.

## История
Первоначально произведение было отклонено тринадцатью различными издательствами. Только в начале 1921 года владелец нью-йоркского издательства "Джордж Х. Доран и Ко." согласился опубликовать роман Дос Пассоса. Несмотря на разрешение опубликовать произведение, из-за множества неудобных отрывков, содержащихся в «Трёх солдатах», Доран очень опасался публикации книги. 
Дос Пассос представил в своем произведении, среди прочего, реальную речь солдат (нередко содержавшую обсценную лексику), попавших в армию. Издательство настаивало на том, чтобы автор исправлял или сокращал неудобные отрывки. Дос Пассос неохотно согласился на предложенные условия. В сентябре 1921 года роман был опубликован с удалением спорных отрывков.
Позже Доран упомянул, что Дос Пассос «говорил на общем языке дегенератов». Первоначальная версия романа отсутствует в произведениях Дос Пассоса в коллекции Университета Вирджинии и считается утерянной.

## Содержание
С позиции пацифиста Дос Пассос реалистично рассказывает о событиях, происходивших на фронте Первой мировой войны. В романе автор отметил, что война ведет к дегуманизации. Герои книги постоянно сидят в окопах, время от времени стреляют по противнику. Некоторые из них являются жертвами иприта.
В романе «Три солдата» Дос Пассос использовал символ машины, который, по его мнению, идентичен иерархической структуре армии, которая должна быть отражением классового общества. 
По словам Дос Пассоса, целью этой структуры является устранение идеалов и целостности личности  в обществе.

## Реакция
Во многих рецензиях на «Трёх солдат» высказывалось возмущение тем, что написал Дос Пассос. В неблагоприятных и даже враждебных отзывах о романе писалось, что автор оскорбляет американскую армию и её солдат. Два из этих обзоров появились в приложении для прессы "The New York Times Book Review",  написанном мужчинами, служившими как в канадских, так и в американских вооружённых силах. Но другие рецензии хвалили автора за честность, проявленную в книге. Генри Луи Менкен положительно оценил роман. В своём обзоре он написал:
«Пока «Три солдата» не будут забыты и фантазия не одержит неизбежной победы над реальностью, в Соединенных Штатах нельзя написать ни одну военную историю, не вызывающую сравнения с ней, — и ни одна менее дотошно правдивая история не устоит перед океанами романтики и болтовни. Это изменило весь тон американского мнения о войне, это изменило даже воспоминания настоящих ветеранов войны. Они, без сомнения, видели явно то, что видел Дос Пассос, но только его смелый реализм отделил их воспоминания от преобладающей болтовни и сентиментальности».